# 阿布達比聯合集團
阿布扎比聯合集團發展投資公司（英語：Abu Dhabi United Group for Development and Investment，簡稱ADUG；阿拉伯语：‎）是總部位於阿拉伯聯合大公國的私募股權公司，專注於全球體育產業投資。 該集團由阿聯酋副總統、阿布扎比酋長國王室成員曼蘇爾·本·扎耶德·阿勒納哈揚謝赫全資持有， 其透過控股81%的城市足球集團，構建橫跨歐、亞、美、澳四大洲的足球俱樂部網絡。
據內部文件披露，ADUG的資金帳戶實際由阿布扎比政府直接監管 ，此舉引發外界對其「政商一體化」運作模式的質疑。儘管ADUG堅稱自身獨立於阿布扎比政府體系， 但財務審計報告顯示，其多項重大投資決策均與阿聯酋國家主權基金存在連動關係。

## 城市足球集團
該集團成立於2008年夏季，緣起於阿布扎比王室成員曼蘇爾·本·扎耶德·阿勒納哈揚謝赫對曼城足球俱樂部的戰略收購。當時曼城正由泰國前總理塔克辛·欽那瓦持有，曼蘇爾團隊於2008年9月1日正式簽署收購協議， 並於同年9月23日完成全面盡職調查，標誌著中東資本正式進軍歐洲頂級足球聯賽。 此項收購被視為現代足球商業化的分水嶺，《衛報》分析指出此舉「將國家戰略利益置於俱樂部營利目標之上」，重塑了英超聯盟的權力格局 。

### 蘇萊曼·阿爾-法希姆與管理層變革
蘇萊曼·阿爾-法希姆（Sulaiman Al-Fahim）作為阿布扎比聯合集團收購曼城初期的公眾形象代表，以高調作風引發足壇熱議。這位被英國《衛報》形容為「阿布扎比版唐納·川普」的商界人物，曾在2008年9月2日接受BBC專訪時宣示將以「破紀錄轉會費網羅頂級球星」， 更公開提出1.35億英鎊求購克里斯蒂亞諾·羅納度的驚人計劃 。 
儘管阿爾-法希姆在收購案敲定當日（2008年9月1日）成功從皇家馬德里引進巴西球星羅比尼奧，創下當時英超3250萬英鎊轉會費紀錄， 但其激進言論與財務操作引發內部疑慮。ADUG入主俱樂部僅一週後，《每日電訊報》即披露阿爾-法希姆遭解除職務 。

### 阿布扎比時代的榮耀篇章
在阿布扎比聯合集團的強力注資下，曼城足球俱樂部迎來戰績爆發期：2011年不僅時隔42年再度躋身歐洲冠軍聯賽正賽，更以1-0力克斯托克城奪得英格蘭足總杯冠軍，終結長達35年的主要賽事冠軍荒。隔年更上演戲劇性逆轉，於2012年5月13日英超末輪補時階段連進兩球，3-2絕殺女王公園巡遊者，時隔44年重登英格蘭超級聯賽王座。這兩座獎盃標誌著中東資本改造傳統俱樂部的階段性成功，奠定其後十年稱霸英超的王朝基業。  

### 全球足球版圖擴張與集團化經營
憑藉曼城的成功經驗，ADUG啟動全球足球產業鏈佈局：  
- 2013年北美進擊：於MLS成立紐約城俱樂部，插旗全球最大體育市場[16]  。
- 2014年大洋洲收購：取得A-League球隊墨爾本之心控股權（旋即更名墨爾本城），完成南半球戰略支點部署[17]  。

為有效整合跨國足球資產，ADUG於2014年創立城市足球集團（CFG），其戰略定位包含：  
1. 垂直管理體系：統籌全球11支職業球隊營運，建立標準化青訓與數據分析平台  
2. 商業生態擴張：發展體育科技、媒體製作、品牌授權等衍生業務板塊  
3. 資本架構重組：ADUG轉型為CFG母公司，透過多層控股模式強化財務靈活性 。此舉獲得《每日電訊報》高度評價，指出其「以足球為核心，構建跨領域商業帝國」的野心，標誌著職業足球經營模式從單一俱樂部競爭，邁向全球化資源整合的新紀元。

### 股權結構演變與管理架構升級
阿布扎比聯合集團為拓展資金槓桿與引入戰略投資者，曾兩度釋出城市足球集團（CFG）股權：  
- 2015年首輪募資：向華人文化控股集團出售13%股份，估值達4億美元，開創中東-亞洲體育資本聯動模式[20]
- 2019年科技資本導入：美國私募巨頭Silver Lake以5億美元購入10%股權，集團估值推升至48億美元，資金專注於數位轉型與青訓體系全球化[21]

經兩輪資本操作，ADUG持股比例從初始81%逐步調降至2020年的78%，仍維持絕對控股地位。2021年7月啟動管理架構革新，透過謝赫·曼蘇爾全資持有的新頓投資及開發有限公司（Newton Investment and Development LLC）接管CFG營運，此舉實現：  
1. 風險隔離：將足球資產與阿布扎比主權基金其他投資切割
2. 專業聚焦：由專責公司統籌全球11支球隊的協同效應[22]
3. 融資彈性：為未來可能進行的IPO預作財務準備[23]

## 多元產業投資佈局
阿布扎比聯合集團的商業版圖遠超足球產業，其核心戰略體現於：  
- 全球地產旗艦計畫

- 阿聯酋本土開發：2014年收購阿布扎比薩迪亞特島聖瑞吉酒店，強化高端旅遊地產布局  
- 曼徹斯特城市改造：累計投資逾10億英鎊，透過「曼徹斯特生活開發公司」與曼徹斯特市議會簽署十年合作協議，於伊蒂哈德球場周邊東區啟動6,000戶經濟住宅建案，同步提升基礎建設與社區機能
- 高等教育產學聯動

- 投資曼徹斯特大學城周邊開發，打造結合學生公寓、科研中心的知識經濟生態圈  
- 與當地學術機構合作培育體育管理人才，為旗下足球俱樂部儲備行政團隊  
- 戰略投資組合特性

- 地域聚焦：80%境外投資集中於曼徹斯特，深化「足球+地產」雙引擎模式  
- 政商協同：透過住宅開發獲取市議會政策支持，反哺足球事業社區形象  
- 資產增值：據《每日快報》分析，東區改造使俱樂部周邊地價五年內增值37%

## 批評
根據《人權觀察》報告，ADUG對曼城的投資使阿布達比得以塑造出一個進步且充滿活力的海灣國家形象，藉此轉移外界對該國內部實際情況的關注。
曼城被指控從阿拉伯聯合大公國一名未知人士處收取了3000萬英鎊，該筆款項原本應來自贊助商。這3000萬英鎊的支付被認為是英超聯賽對曼城提出的115項財務指控之一。報導還聲稱，這筆款項實際上是由阿布達比聯合集團提供的偽裝股權資金，而該集團由阿聯酋副總統曼蘇爾·本·扎耶德·阿勒納哈揚擁有。根據報導，在歐洲足球協會的紀律聽證會上，曼城的律師將這名未知人士稱為賈比爾·穆罕默德，並聲稱他是一名在阿聯提供財務和中介服務的商人。